# Francesco Saladino
Francesco Saladino (Messina, 27 aprile 1984) è un ex kickboxer e pugile italiano campione mondiale WKAFL, campione internazionale NGF, campione intercontinentale WFMC, campione italiano di Kickboxing e Muay Thai.

## Biografia
Nasce a Messina nell'84. A 13 anni comincia a praticare l’attività agonistica, iniziando a combattere in tornei provinciali fino ad arrivare a competere a livello nazionale e internazionale. Nel 2022 diventa responsabile di AICS Messina e di AICS Sicilia per alcune discipline di sport da combattimento.